# Atractus ecuadorensis
Atractus ecuadorensis – gatunek węża z rodziny połozowatych (Colubridae), występujący endemicznie w Ekwadorze.

## Systematyka
Gatunek ten opisał w 1955 roku amerykański zoolog Jay M. Savage na łamach „Proceedings of the Biological Society of Washington”, nadając mu nazwę Atractus ecuadorensis. Savage opisał go na podstawie holotypu (samiec o oznaczeniu FMNH (=CNHM) 23529) zebranego w 1936 roku przez R.W. Chadwicka. Miejsce typowe opisane jako „Llangate area” odnosi się prawdopodobnie do pasma górskiego Llanganate we wschodniej części prowincji Tungurahua w Ekwadorze.

### Etymologia
- Atractus: gr. ατρακτος atraktos „wrzeciono, strzała”[6].
- ecuadorensis: od miejsca typowego[3].

## Występowanie
Gatunek ten występuje w zachodniej równikowej części Ameryki Południowej na wschodnich zboczach Andów w środkowym Ekwadorze w zakresie wysokości 1154–1597 m n.p.m. Preferuje stare lasy deszczowe. Ze względu na bardzo rzadkie występowanie nie ma wielu informacji o tym gatunku. Prawdopodobnie prowadzi głównie nocny tryb życia, a w ciągu dnia ukrywa się pod kłodami drzew, kamieniami lub w miękkiej ziemi. Dieta Atractus ecuadorensis prawdopodobnie obejmuje dżdżownice i ślimaki.

## Morfologia
Jest to małej wielkości wąż o małej głowie, której szerokość jest podobna do szerokości szyi, i małych oczach. Górne części ciała są jednolicie ciemnobrązowe z sześcioma ciągłymi podłużnymi ciemniejszymi liniami. Brzuch jest jasnożółty. Jest podobny do Atractus zgap.
Wymiary:
|                        | Samiec | Samica |
| Długość całkowita (mm) | 246    | -      |
| Długość SVL (mm)       | 198    | -      |
| Łuski brzuszne         | 144    | -      |
| Tarczki podogonowe     | 17     | -      |

## Status
W Czerwonej księdze gatunków zagrożonych IUCN Atractus ecuadorensis jest klasyfikowany jako gatunek niedostatecznie rozpoznany (DD, ang. Data Deficient). Znany jest z zaledwie kilku okazów.